# Erik Wannfors

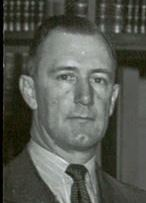
Erik Wannfors.

Erik Gösta Wannfors, född 31 juli 1904 i Knislinge församling, Kristianstads län, död 2 december 1980, var en svensk arkitekt. 
Efter studentexamen i Kristianstad 1925 utexaminerades Wannfors från Kungliga Tekniska högskolan 1929 och studerade vid Kungliga Konsthögskolan 1933. Han var anställd vid Kooperativa förbundets arkitektkontor 1929–1934, föreståndare för AB Svensk Byggtjänsts byggnadsmaterialutställning 1934–1936, anställd vid Kungliga flygförvaltningens byggnadsavdelning 1936–1939, hos arkitekt Hakon Ahlberg 1939–1940 och bedrev egen arkitektverksamhet i Stockholm från 1941. Han var byggnadskonsulent i Hässelby villastads köping, Solhems municipalsamhälle samt delar av Spånga landskommun. 
Wannfors var verkställande sekreterare i Svenska Arkitekters Riksförbund 1936 samt 1940–1944, blev byråarkitekt 1944 och t.f. intendent 1945 hos Kungliga Byggnadsstyrelsen. Han var lärare vid Stockholms stads tekniska aftonskola och ledamot i styrelsen för Svensk Arkitektförening 1932–1934 och i Svenska Arkitekters Riksförbund 1936–1938.